# クラシカ・サンセバスティアン2005
クラシカ・サンセバスティアン2005は、クラシカ・サンセバスティアンの25回目のレース。2005年8月13日に行われた。

## 結果
サン・セバスティアン 227km
|    | 選手名                     | 国籍     | チーム名                       | 時間          |
| -- | -------------------------- | -------- | ------------------------------ | ------------- |
| 1  | コンスタンティノ・サバリャ | スペイン | サウニエル・ドゥバル＝スコット | 5時間24分18秒 |
| 2  | ホアキン・ロドリゲス       | スペイン | サウニエル・ドゥバル＝スコット | + 31秒        |
| 3  | エッディ・マッツォレーニ   | イタリア | ランプレ・カッフィータ         | 同            |
| 4  | ステファノ・ガルツェッリ   | イタリア | リクイガス・ビアンキ           | 同            |
| 5  | ホン・ブル                 | スペイン | カイク                         | 同            |
| 6  | ダヴィ・モンクティエ       | フランス | コフィディス                   | 同            |
| 7  | アイマル・スベルディア     | スペイン | エウスカルテル・エウスカディ   | 同            |
| 8  | ウナイ・ユス               | スペイン | ブイグテレコム                 | + 40秒        |
| 9  | レオナルド・ベルタニョッリ | イタリア | コフィディス                   | 同            |
| 10 | サムエル・サンチェス       | スペイン | エウスカルテル・エウスカディ   | + 43秒        |